# Gruinard Island

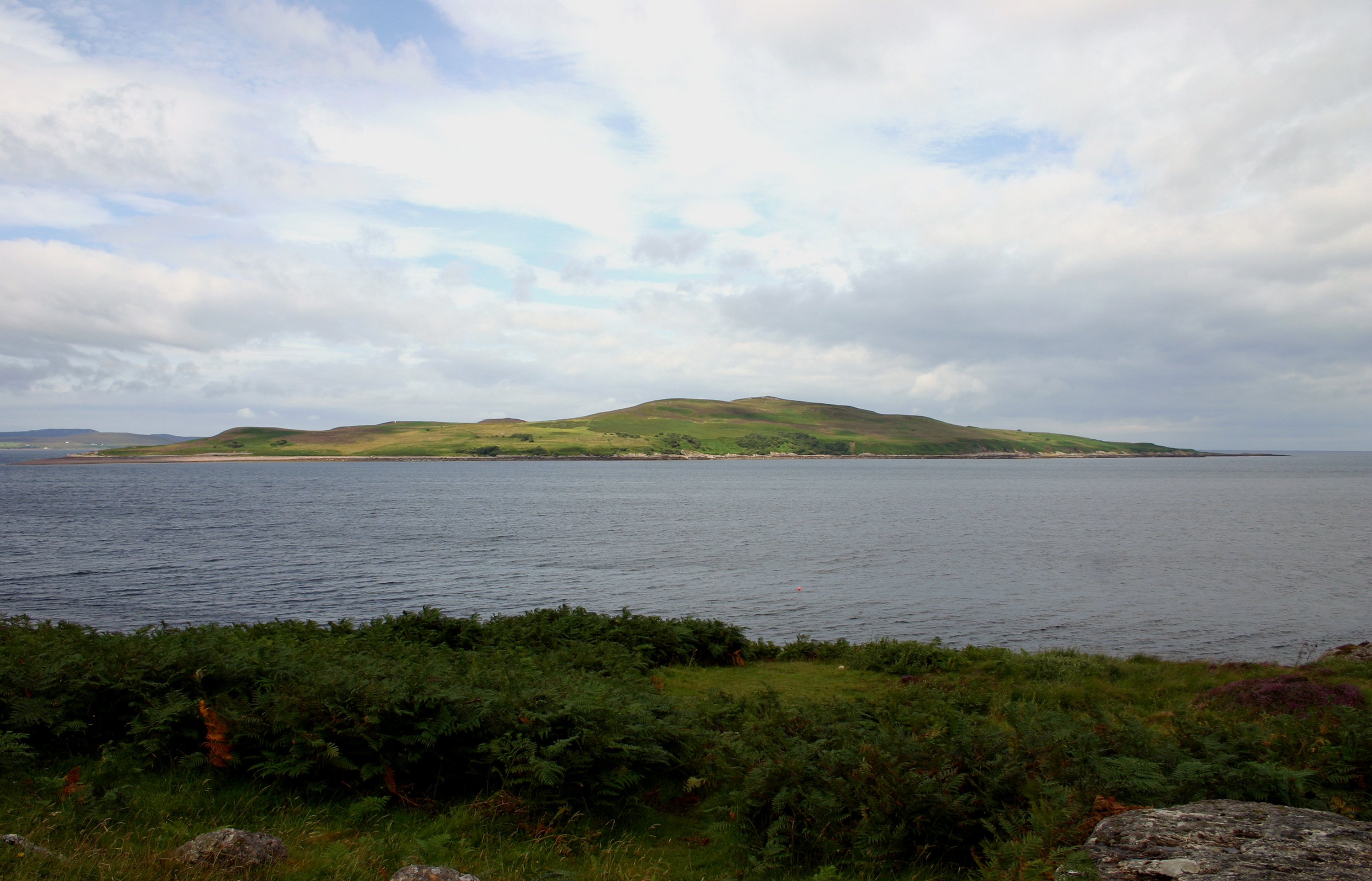
Gruinard Island.

Gruinard Island är en ö i Storbritannien.   Den ligger i kommunen Highland i norra Skottland. 
Gruinard Island är obebodd och var i början av 1900-talet en populär utflyktsplats. Men efter att brittiska regeringen 1942 testat en mjältbrandsbomb på ön var den förbjuden att beträda fram till 1990.

## Geografi
Gruinard Island är ca 2 kilometer från norr till söder och ca 1 kilometer i öst-västlig riktning. Öns högsta punkt är An Eilid, 104 meter över havet.

## Tester av biologiska vapen
Den 15 juli 1942 dödade brittiska militärforskare 60 får med hjälp av en mjältbrandsbomb på Gruinard Island. 1943 flöt ett dött får från Gruinard i land på fastlandet och smittade flera djur.
Bomben var en del i en serie experiment i biologisk krigföring som utfördes på ön. Testerna på Gruinard var en del av i Operation Vegetarian - en plan att släppa linfrökakor med mjältbrand på fält i Tyskland för att döda boskap. Fem miljoner kakor producerades. Men eftersom de bara skulle användas som svar på en tysk biologisk attack som aldrig kom, blev de oanvända och förstördes efter kriget.
Gruinard Island förblev obeboelig fram till 1980-talet, då en grupp som kallade sig Operation Dark Harvest började kräva att regeringen dekontaminerade ön. Gruppen lämnade förorenad jord utanför den militära forskningsanläggningen vid Porton Down, liksom ytterligare ett paket med okontaminerad jord utanför Konservativa partiets kongress.
Under det sena 80-talet började saneringsarbetet och 1990 förklarades ön som säker. Även om forskare har varnat för att den fortfarande kan vara farlig, eftersom mjältbrandssporer kan leva i hundratals år.